# 조너선 로스
조너선 로스(Jonathan Ross, OBE, 1960년 11월 17일 ~ )는 잉글랜드의 사회자, 영화 평론가이다. 《프라이데이 나이트 위드 조너선 로스》를 2001년부터 2010년까지 진행하였고, 《더 조너선 로스 쇼》를 2011년부터 진행하고 있다.

## 서훈
- 2005년 대영 제국 훈장 4등급(OBE) 수훈[1]